# Kommandant der Seeverteidigung Drontheim
Der Kommandant der Seeverteidigung Drontheim, kurz Seekommandant Drontheim, war ein regionaler Küstenbefehlshaber der deutschen Kriegsmarine im Zweiten Weltkrieg.

## Geschichte
Nach der deutschen Besetzung Norwegens im April 1940 richtete die Kriegsmarine die Dienststelle des Hafenkommandanten Drontheim ein, deren Stabsquartier sich in der Stadt Trondheim befand. Sie unterstand dem Admiral der norwegischen Nordküste. Im Juni 1940 wurde aus der Dienststelle der Seekommandant Drontheim gebildet.
Der Befehlsbereich des Seekommandanten reichte zunächst von Rørvik im Norden bis Kristiansund im Süden. Die benachbarten Seekommandanturen waren Sandnessjøen im Norden und Molde im Süden.

## Unterstellte Dienststellen und Verbände

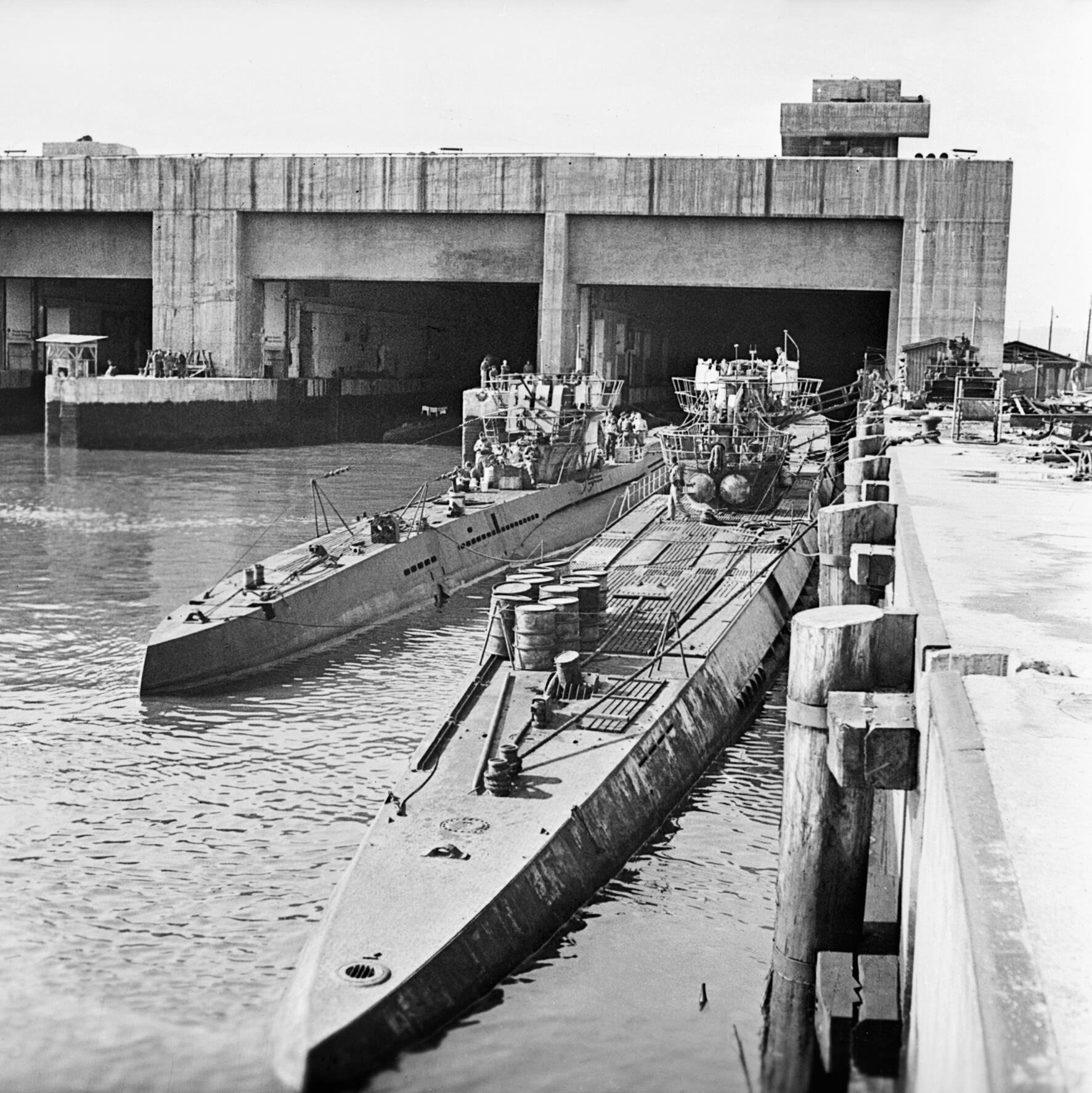
U-Boot-Bunker Dora in Trondheim

Dem Seekommandanten waren folgende Verbände und Dienststellen unterstellt:
- Hafenkapitän Drontheim
- Hafenkapitän Rörvik
- Hafenschutzflottille Drontheim, im Mai 1944 in 64. Vorpostenflottille umbenannt und dem 4. Küstensicherungsverband unterstellt.

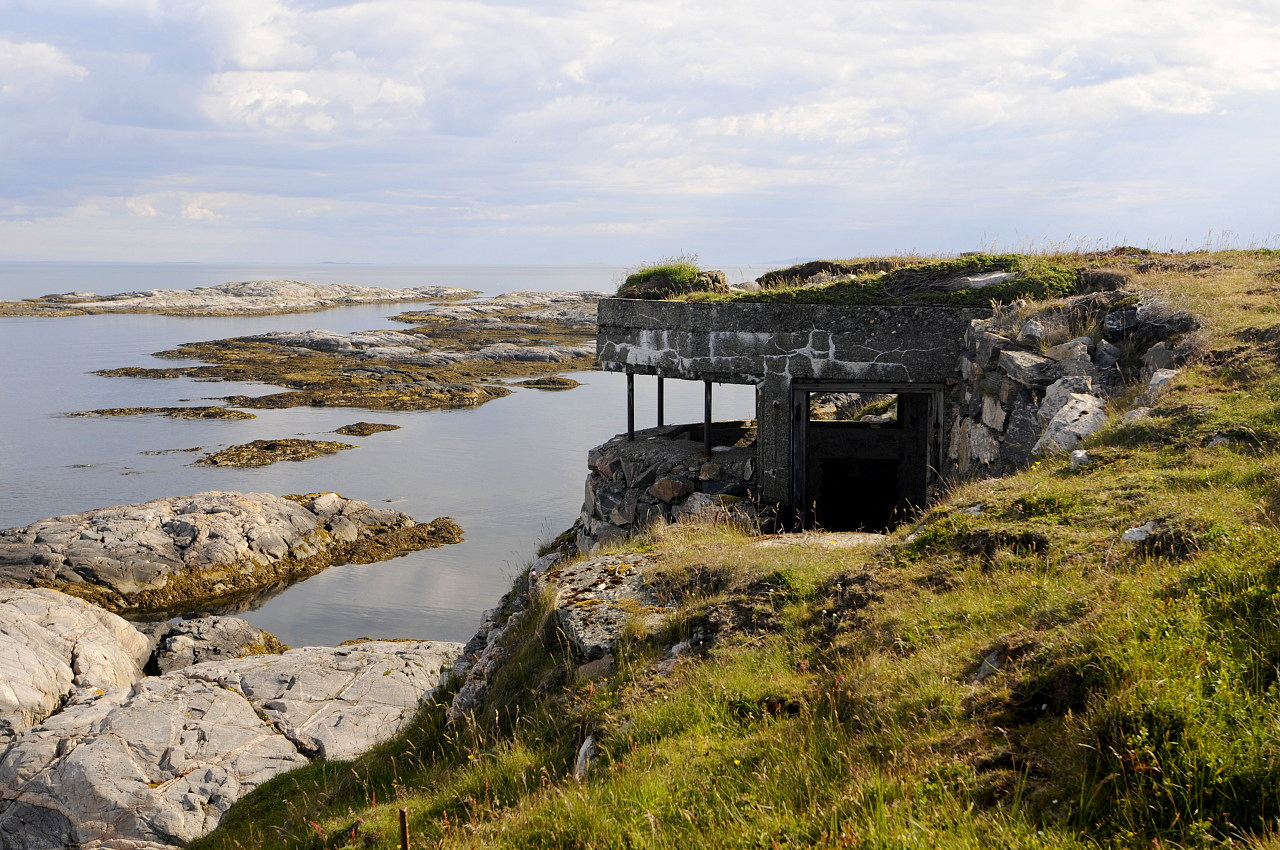
Beobachtungsstand des Forts Hysnes

- Marineartillerieabteilung 506 (Drontheim, Fort Brettingen): im Juni 1940 als Marineartillerieabteilung Drontheim aus der Marineartillerieabteilung 302 gebildet, ab Juli 1940 endgültige Bezeichnung
- Marineartillerieabteilung 507 (Husöen, Fort Hysnes) ab August 1940
- 32. Marineflakregiment (Drontheim) ab Oktober 1944
  - Marineflakabteilung 701, ab Juni 1940
  - Marineflakabteilung 702, ab Juni 1940
  - Marineflakabteilung 715, ab Januar 1945
  - 1. Marinenebelabteilung, 1942 in Gotenhafen aufgestellt, im Januar 1944 nach Drontheim verlegt

## Weitere Marinedienststellen im Befehlsbereich des Seekommandanten Drontheim
Im Bereich des Seekommandanten Drontheim war eine Anzahl von Marinedienststellen angesiedelt, die ihm nicht truppendienstlich unterstanden, darunter:
- Kriegsmarinewerft/Kriegsmarinearsenal Drontheim (→ Abschnitt Kriegsmarinewerft Drontheim) (beim Admiral der norwegischen Nordküste)
- Torpedoarsenal Norwegen (beim Kommandierender Admiral Norwegen)
- Seetransporthauptstelle Drontheim (beim Seetransportchef Norwegen)
- Marinelazarett Drontheim
- Zweigstelle der Kriegsmarinedienststelle Oslo (beim Kommandierender Admiral Norwegen)

## Kriegsmarinewerft/Kriegsmarinearsenal Drontheim

Lageplan der Werft

### Geschichte
Nach der Besetzung Bergens richtete die Kriegsmarine im August 1940 die Kriegsmarinewerft Drontheim ein. Sie war truppendienstlich dem Admiral der norwegischen Westküste, fachlich dem Oberwerftstab Norwegen unterstellt. 1943 wurde die Werft wiederum in ein Kriegsmarinearsenal Drontheim umgewandelt, wobei ein Teil der Aufgaben der Germaniawerft in Kiel übertragen wurden. So wurde der Schiffs- und Maschinenbau übertragen, wobei die anderen Ressorts in Drontheim blieben.

### Oberwerftdirektoren/Arsenalkommandanten
Folgende Offiziere waren als Oberwerftdirektor bzw. ab September 1943 als Arsenalkommandant eingesetzt:
- Vizeadmiral Eduard Eichel, August 1940 – April 1943
- Kapitän zur See Waldemar von Fischer (später Seekommandant dänische Inseln), April 1943 – Februar 1944 (ab September 1943 Arsenalkommandant)
- Konteradmiral (Ing.) Wilhelm Johannsen, Februar – November 1944
- Kapitän zur See (Ing.) Heinrich Vöge, November – Dezember 1944
- Konteradmiral (Ing.) Wilhelm Johannsen, Dezember 1944 – Februar 1945
- Kapitän zur See (Ing.) Karl Ludwig Moritz, Februar 1945 bis zur Auflösung der Dienststelle

### Chef des Stabes und Leiter der Zentralabteilung
- Konteradmiral Waldemar Bender: von März 1941 bis Mai 1942
- Fregattenkapitän Friedrich Wilhelm Hildebrandt: von Mai 1942 bis August 1943
- Fregattenkapitän/Kapitän zur See Hermann Gräfer: von August 1943 bis zur Auflösung der Dienststelle

### Abteilungen
Ausrüstungs- und Navigationsressort bzw. Seemännische Abteilung (I):
- Korvettenkapitän (Ing.) Bernhardt Biederbick: von September 1940 bis Februar 1941
- Korvettenkapitän (Ing.) Nötzold: von Februar 1941 bis November 1941
- Kapitänleutnant/Korvettenkapitän z. V. Walter Greave: von November 1941 bis November 1943
- Korvettenkapitän Hankow: von November 1943 bis Juni 1944
- Korvettenkapitän z. V. Egon von Ruville: von Juni 1944 bis zur Auflösung der Dienststelle

Artillerieressort bzw. Artillerie-/Waffenabteilung (II):
- Kapitänleutnant (W) Friedrich Meyer: von Juli 1942 bis Mai 1943
- Oberleutnant zur See/Kapitänleutnant (W) d. R. Onno Rodewald: von Mai 1943 bis zur Auflösung der Dienststelle

Schiffsbauressort bzw. Schiffstechnische Abteilung (III):
- Marine-Oberbaurat/Schiffbaudirektor Gustav Wrobbel: von August 1940 bis Dezember 1943
- Marine-Oberbaurat Werner Schröder: Januar 1944 bis zur Auflösung der Dienststelle

Maschinenbauressort (IV):
- Marine-Baurat Petersen
- Marine-Hilfsbaurat Pierach

Hafenbauressort (V):
- Marine-Baurat Werner Gottsmann

Torpedoressort (VI)

## Seekommandanten
Folgende Offiziere hatten den Dienstposten des Seekommandanten Drontheim:
- Kapitän zur See August Thiele, April 1940
- Kapitän zur See Hans Rose, Juli 1940 – Mai 1943
- Kapitän zur See Fritz Antek Berger, Juni 1943 bis Auflösung der Dienststelle

## Bekannte Personen
- Gerhardt Böhmig, 1940 Stabsoffizier, später Kapitän zur See, Oberregierungsrat und Träger des Bundesverdienstkreuzes